# Najwa Karam
Najwa Karam (Arabisch: نجوى كرم; Zahleh, 26 februari 1966) is een Libanese zangeres. Ze is een van de beroemdste artiesten uit het Midden-Oosten. Haar bijnamen zijn Shams el-Ghinnieh (De Zon van de muziek) en Bint Zahle (Dochter van Zahleh). Met meer dan 60 miljoen verkochte platen is Najwa de bestverkopende artiest van het Midden-Oosten. In 2011 is een grote straat in haar geboortestad, Zahle, naar haar vernoemd.

## Biografie
Najwa Karam was de jongste uit een gezin van vijf kinderen. Het gezin is christelijk en is lid van de Maronitische Kerk. Najwa is opgegroeid in Zahle,Libanon. Zij is erg trots dat ze uit Zahle, de stad van wijn en Poëzie, komt. Ze werkte als lerares aardrijkskunde en Arabisch op een middelbare school in Zahleh. Haar zangtalent gebruikte ze door op schoolfeestjes te zingen met haar vriendinnen. Haar vader zag evenwel niet veel in haar belangstelling voor muziek.
In 1985 nam Najwa deel aan het in Libanon beroemde televisieprogramma Layali Lubnan. Ze won en kreeg een gouden medaille. Na deze zege veranderde haar vader van mening. Na Layali Lobnan zong Najwa traditionele Arabische liedjes op concerten en studeerde ze aan de Arabische muziekuniversiteit om haar talenten als vocaliste professioneel te ontwikkelen.
Haar eerste officiële lied was Aala Zahle, daarna bracht ze verschillende nummers uit, zoals Batalet Soum W Sally en Eddam El Forsan. Hierna verscheen in 1989 haar eerste album, Ya Habayeb. In 1992 kwam haar tweede album uit, Shams El-Gennieh, dat in Libanon een groot succes werd.
In 1993 bracht ze een derde album uit, Ana Maakoun. Dit album had echter niet evenveel succes als de eerste twee. Het nummer Naghmet Hob was echter een grote hit en haar album was het meest verkochte van 1994. Haar lied Anna Mafyee maakte haar in de gehele Arabische wereld bekend. Najwa Karam heeft tot nu toe achttien albums uitgebracht.
Een van de succesvolste nummers uit haar carrière is haar duet met de Libanese zanger Wadih El Safi Wikberna. Daarnaast heeft ze nog veel bekende nummers uitgebracht, zoals Ashiga, Hayda Haki, Shu Hal Hala, Maghromeh, Rouh Rouhi, Saharni, Khayaroni en Ana Mafiye. Een recent succes was El Denyee Emm (الدني أم), dat Najwa Karam in 2009 ter gelegenheid van Moederdag uitbracht. De titel betekent Het leven is een moeder en verhaalt over een zoon die na zijn huwelijk niet meer omziet naar zijn moeder.
Najwa Karam nam deel aan festivals over de gehele wereld, zowel in Amerika en Australië als in Europa.
Haar optreden op het Jarash-festival in Jordanië was een van de succesvolste concerten uit de geschiedenis van dat festival. Haar concert op het Carthago-festival in Tunesië werd verkozen tot een van de beste concerten van haar carrière. Ze trad ook op op festivals in Libanon, Libië, Egypte, de Verenigde Arabische Emiraten, Koeweit en Syrië.

## Albums
- ياحبايب - 1989
- شمس الغنية - 1992
- أنا معكن - 1993
- نغمة حب - 1994
- ما بسمحلك - 1995
- حظي حلو - 1996
- ما حدا لحدا - 1997
- مغرومة - 1998
- روح روحي - 1999
- عيون قلبي - 2000
- ندمانة - 2001
- تهموني - 2002
- سحرني - 2003
- شو مغيره - 2004
- كبر الحب - 2005
- هيدا حكي - 2007
- عم بمزح معك - 2008
- خليني شوفك بالليل - 2009

## Trivia
- Najwa betekent een geheim liefdevol gesprek of een vertrouwelijk gesprek[2]